# برگ نگ
برگ نگ (انگلیسی: Berg Ng؛ زادهٔ ۱۲ دسامبر ۱۹۶۰) بازیگر اهل هنگ کنگ است.
از فیلم‌ها یا برنامه‌های تلویزیونی که وی در آن نقش داشته است، می‌توان به ۲۰۴۶ و استاد بزرگ اشاره کرد.